# David Belle

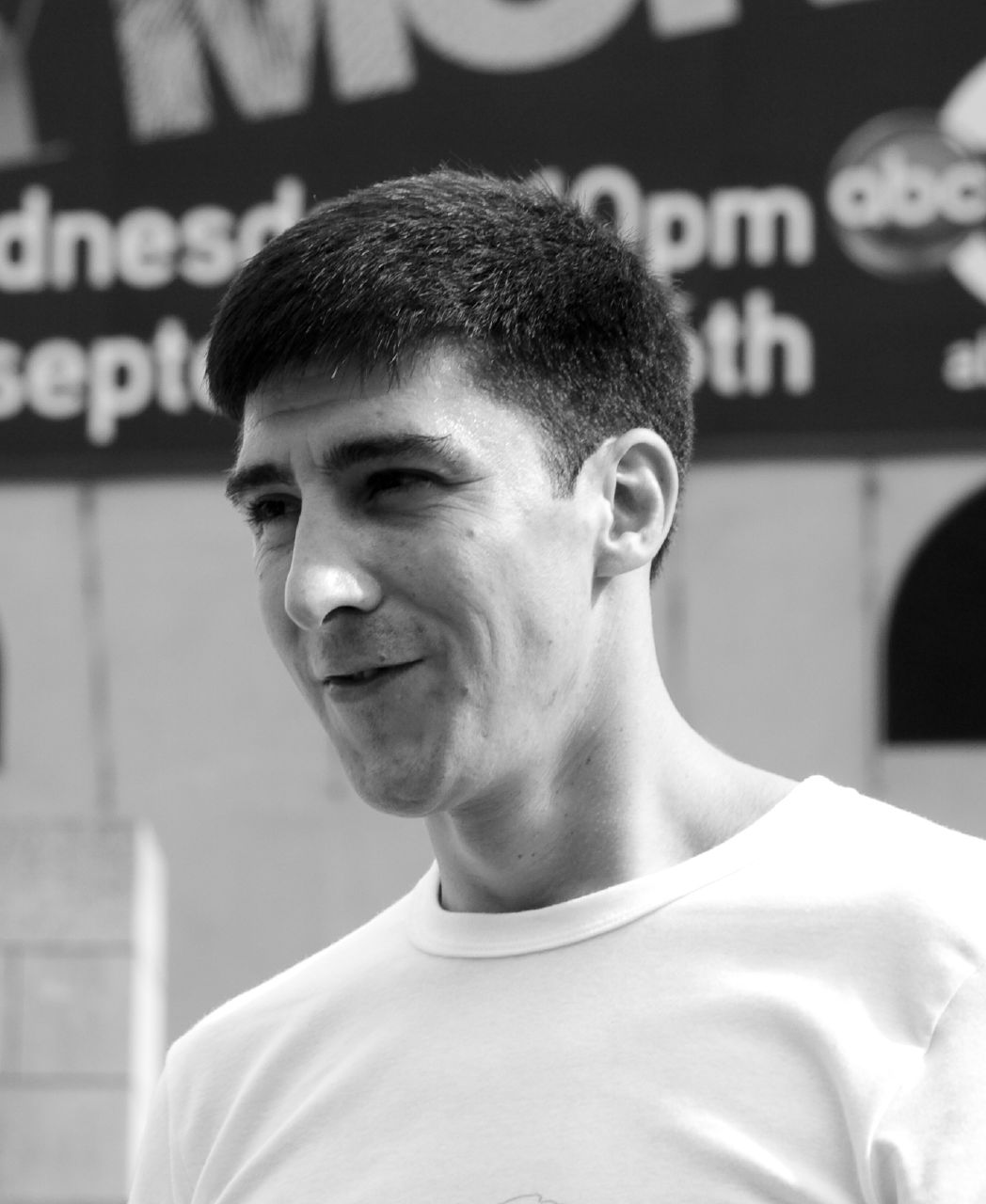
David Belle (2007)

David Belle (* 29. April 1973 in Fécamp, Frankreich) ist ein französischer Traceur und Schauspieler. Belle gilt als Begründer des Parkour.

## Leben
David Belle lernte als Kind von seinem Vater Raymond Belle, einem ehemaligen Vietnamsoldaten, in den Wäldern Nordfrankreichs die Méthode Naturelle, eine Kunst der Bewegung durch die Landschaft mit ihren natürlichen Hindernissen im Einklang mit Natur und Umwelt. Ende der 1980er Jahre übertrug er spielerisch diese Methode auf die urbane Landschaft des Pariser Vorortes Lisses. Aus den spielerischen Verfolgungsjagden der Kinder über Treppen, Tischtennisplatten, Papierkörbe und kleine Bäche entwickelten die Freunde als Jugendliche durch Einbeziehung immer schwierigerer Hindernisse wie Mauern, Zäune, Baugerüste und später Gebäudefassaden und Hochhäuser den Parkour.
In dem von Chris Crudelli verfassten Buch Die Kunst des Kampfes: 300 Kampfsportarten, in dem diverse Kampfkünste, Kampfsportarten und Selbstverteidigungssysteme geschildert sind, wird Parkour ebenfalls dazu gezählt. Belle wird wie folgt zitiert: „Bei einer unliebsamen Begegnung hat man im Grunde drei Möglichkeiten: Reden, Kämpfen oder Flüchten. Fast alle Kampfkünste und Selbstverteidigungssysteme beschäftigen sich mit der Flucht überhaupt nicht. Meine Hoffnung ist es, dass Parkour diese Lücke schließen kann.“
Belle studierte Schauspiel und spielte bei mehreren kleineren französischen Fernsehproduktionen mit. Er spielte darüber hinaus die meiste Zeit in Werbespots für Nike, das BBC, Nissan und Canon, arbeitete aber auch als Stuntman und Darsteller in größeren Filmproduktionen wie Die purpurnen Flüsse 2 – Die Engel der Apokalypse, Prince of Persia und Transporter – The Mission. Seine bisher größte Rolle hatte er in Pierre Morels Film Ghettogangz – Die Hölle vor Paris als Hauptdarsteller an der Seite von Cyril Raffaelli, welche Rolle er in der Fortsetzung Ghettogangz 2 – Ultimatum von 2009 fortsetzte.
Er führte etwa drei Jahre die Gruppe Yamakasi an, die aus Trainingskollegen und Gleichgesinnten bestand. Die Gruppe trennte sich aufgrund von Differenzen bezüglich der zukünftigen Ausrichtung von Parkour. Einige Mitglieder sind als Traceure im Film Yamakasi – Die Samurai der Moderne von Regisseur Ariel Zeitoun zu sehen.
2005 war Belle Mitbegründer der Parkour Worldwide Association (PAWA), entzog dieser allerdings 2006 seine Unterstützung.

## Filmografie
Schauspieler
- 2002: Femme Fatale
- 2004: Ghettogangz – Die Hölle vor Paris (Banlieue 13)
- 2008: Babylon A.D.
- 2009: Ghettogangz 2 – Ultimatum (Banlieue 13 – Ultimatum)
- 2013: Malavita – The Family (The Family)
- 2014: Brick Mansions
- 2016: À jamais
- 2020: Banden von Marseille (Bronx)
- 2022: Dying Light 2: Stay Human (Videospiel, per Motion Capture)

Stunts
- 2004: Die purpurnen Flüsse 2 – Die Engel der Apokalypse (Les Rivières pourpres II – Les anges de l’apocalypse)
- 2005: Transporter – The Mission (Le Transporteur II)
- 2010: Prince of Persia: Der Sand der Zeit (Prince of Persia: The Sands of Time)
- 2011: Colombiana